# Bruntåg
Bruntåg (Juncus castaneus) är en växtart i familjen tågväxter.